# دون هوبر
دون هوبر (بالإنجليزية: Don Huber)‏ (1 مايو 1957 سانت لويس الولايات المتحدة - ) هو لاعب كرة قدم أمريكي يلعب كمهاجم.